# Корницкий, Михаил Михайлович

Бюст М. М. Корницкого в Краснодаре.

Михаил Михайлович Корни́цкий (13 октября 1914 — 7 февраля 1943) — Герой Советского Союза. Командир отделения 1-го боевого участка морского десанта Новороссийская ВМБ Черноморский флот, младший сержант.

## Биография
Родился 13 октября (по другим данным 10 октября) 1914 году на хуторе Старо-Зелёный, Кубанская область, ныне Теучежский район, Республика Адыгея. Русский. В раннем детстве лишился матери, которая была замучена белогвардейцами, когда отец сражался в рядах Красной Армии, защищая с оружием в руках Советскую власть. Переехав с отцом в село Калинино (ныне пригород Краснодара) и окончив школу колхозной молодежи, он в течение трех лет учился в школе мастеров социалистического труда. Работал в потребительской кооперации, а с 1936 года работал на шорно-седельной фабрике в Краснодаре сначала слесарем, затем бригадиром. Здесь вступил в комсомол, а вскоре был избран комсоргом цеха. Женился, родились дочь Надежда и сын Евгений. За свое трудолюбие и ревностное отношение к делу неоднократно поощрялся премиями и благодарностями.
Кандидат в члены КПСС. В Военно-морском флоте с февраля 1940 года. Участник советско-финской войны. Был направлен служить телеграфистом в 325-й отдельный батальон связи Ленинградского военного округа.
В апреле 1940 года вернулся к мирному труду на свою фабрику. Принимал активное участие в работе Осоавиахима и был инициатором военизированного перехода молодежи фабрики в противогазах по маршруту Краснодар — Новороссийск.
Участник Великой Отечественной войны с 1941 года. Его направили служить в город Батуми телефонистом в роту связи 36-го горнострелкового полка 9-й горнострелковой дивизии, которая долгие годы после войны дислоцировалась в Майкопе. В мае 1942 года был переведён в Анапу на должность командира телефонного отделения 464-го отдельного батальона связи Новороссийской военно-морской базы с присвоением ему звания младшего сержанта.
В ночь на 4 февраля 1943 года, будучи командиром отделения 1-го боевого участка морского десанта Новороссийской ВМБ Черноморского флота, в составе десантного отряда под командованием майора Куникова Ц. Л. высадился в предместье Новороссийска — посёлке Станичка (ныне Куниковка, Новороссийск). В бою за плацдарм гранатами подорвал дзот, затем танк.
7 февраля 1943 года был ранен, но сражался до последней возможности. Погиб в этом бою.
Указом Президиума Верховного Совета СССР «О присвоении звания Героя Советского Союза начальствующему составу Красной Армии» от 17 апреля 1943 года за «образцовое выполнение боевых заданий командования на фронте борьбы с немецкими захватчиками и проявленные при этом отвагу и геройство» удостоен посмертно звания Героя Советского Союза.
Похоронен в 1943 году в братской могиле на территории государственного морского университета им. Ф. Ф. Ушакова в г. Новороссийске вместе с 2 600 воинами, воевавшими на "Малой Земле". Полный список которых, появился после реконструкции мемориального комплекса, открытого 04.09.2020. Была создана «Аллея Победы», где на первой гранитной плите появилась надпись о М. М. Корницком.

## Память
- Навечно зачислен в списки воинской части.
- Установлена мемориальная доска на здании средней школы в станице Суздальская, Муниципальное образование «город Горячий Ключ», Краснодарский край.
- Установлена мемориальная доска на здании средней школы № 65 в Краснодаре, носящей его имя.
- Установлен бюст в 1968 году на территории фабрики кожизделий в Краснодаре, в конце 2000-х перенесён на территорию СОШ № 30 им. Г. К. Жукова.
- Именем Героя названы улицы в Краснодаре, Новороссийске, с. Кабардинка, Усть-Каменогорске, г. Горячий Ключ.
- Именем Героя названы судно МРХ, морская школа ДОСААФ в Новороссийске.